# Агли
Агли (фр. Agly) је река у Француској. Дуга је 82 km. Улива се у Средоземно море. 